# Bernard Alart
Julien-Bernard Alart, né le 1er mars 1824 à Vinça (Pyrénées-Orientales) et mort le 3 février 1880 dans cette même ville, est un archiviste et historien français, spécialiste de l'histoire du Roussillon. Il est l'auteur d'une centaine d'ouvrages.

## Biographie
Issu d'un milieu modeste, Julien-Bernard Alart obtient son baccalauréat à dix-neuf ans puis s'engage pour dix ans dans l'université. Après différents postes à Châtellerault, La Rochelle et Cahors, il passe cinq ans à Lectoure et achève son engagement décennal à Dax. C'est à partir de ses années passées dans le Gers qu'Alart développe son intérêt pour les sciences auxiliaires de l'histoire. Il étudie l'archéologie, la diplomatique, l'épigraphie, la philologie, la paléographie et la sigillographie. Persuadé que l'histoire locale doit être écrite par ceux qui en sont les héritiers, il s'intéresse à l'histoire du Roussillon et profite de ses vacances scolaires pour entamer l'étude des archives de sa région d'origine. Il est encore en poste à Lectoure lorsqu'il publie son premier opus, Quelques Chartes et priviléges de Villefranche-de-Conflent en 1852.

## Œuvres
- 1852 : Quelques Chartes et priviléges de Villefranche-de-Conflent
- 1856 :
  - « Géographie historique du Conflent », Bulletin de la Société agricole, scientifique et littéraire des Pyrénées-Orientales, Perpignan, no 10,‎ 1856
  - « Les trinitaires de Corbiach, épisode de l'histoire du Conflent au XVIe siècle », Bulletin de la Société agricole, scientifique et littéraire des Pyrénées-Orientales, Perpignan, no 10,‎ 1856
- 1857 : Les Patronnes d'Elne et l'abbaye de Jau, extrait du 11e Bulletin de la Société agricole, scientifique et littéraire des Pyrénées-Orientales
- 1859 : La voie romaine de l'ancien Roussillon
- 1859 : Géographie historique des Pyrénées-Orientales, Perpignan, impr. de J.-B. Alzine, 1859, 144 p. (lire en ligne)
- 1861 : La maison de la Main de Fer et la famille Xanxo de Perpignan, dans le Journal des Pyrénées-Orientales
- 1862 : Les Stils de Villefranche de Conflent, extrait de la Revue historique de droit français et étranger
- 1867 : « La suppression de l'Ordre du Temple en Roussillon », Bulletin de la Société agricole, scientifique et littéraire des Pyrénées-Orientales, vol. 15,‎ 1867, lire en ligne sur Gallica
- 1868-1878 : Notices historiques sur les communes du Roussillon (2 vol.)
- 1876 : Documents sur la géographie historique du Roussillon, Perpignan, Charles Latrobe, 1876, 96 p. (lire en ligne)
- 1874 : Privilèges et titres relatifs aux franchises, institutions et propriétés communales de Roussillon et de Cerdagne, depuis le XIe siècle jusqu'à l'an 1660
- 1880 : Cartulaire roussillonnais, éditions Latrobe, Perpignan, p. 125
- 1881 : Documents sur la langue catalane des anciens comtés de Roussillon et de Cerdagne
- 1897 (posthume) : « Le château de Castelnou », Bulletin de la Société agricole, scientifique et littéraire des Pyrénées-Orientales, Perpignan, no 38,‎ 1897
- 1913 (posthume) : La médecine et les médecins en Roussillon au XIVe siècle, Lezignan, Imprimerie-Librairie G. Loupiac, 1913, 14 p. (lire en ligne)